# Timea Bacsinszká
Timea Bacsinszká (někdy též přechylována Timea Bacsinszkyová, občasně i Timea Bacsinská, rodným jménem Timea Bacsinszky; * 8. června 1989 Lausanne) je bývalá švýcarská profesionální tenistka, která na okruh ITF vstoupila v sezóně 2003 a profesionálkou se stala roku 2004. Na okruhu WTA Tour vyhrála čtyři singlové a pět deblových turnajů. Jednu deblovou trofej přidala v sérii WTA 125K. V rámci okruhu ITF získala třináct titulů ve dvouhře a čtrnáct ve čtyřhře. Na Riodejaneirské olympiádě 2016 vybojovala stříbrnou medaili z ženské čtyřhry v páru se světovou jedničkou Martinou Hingisovou.
Na žebříčku WTA byla ve dvouhře nejvýše klasifikována v květnu 2016 na 9. místě a ve čtyřhře pak v lednu 2011 na 36. místě.
Na nejvyšší grandslamové úrovni si zahrála semifinále dvouhry French Open 2015, když v osmifinále vyřadila Kvitovou a následně Van Uytvanckovou. Mezi poslední čtyřkou hráček nestačila na světovou jedničku Serenu Williamsovou, když ztratila vedení 1:0 na sety a prolomené podání ve druhé sadě, aby jí poté Američanka sebrala zbylých deset her v řadě. Na French Open 2017 pak v semifinále podlehla Lotyšce Jeļeně Ostapenkové.
Ve švýcarském fedcupovém týmu debutovala v roce 2004 dorvalskou baráží světové skupiny proti Kanadě, v níž dopomohla k výhře Švýcarek 3:2 na zápasy bodem z dvouhry, když druhý singl i debla prohrála. V soutěži nastoupila k dvaceti sedmi mezistátním utkáním s bilancí 20–19 ve dvouhře a 8–6 ve čtyřhře.

## Osobní život
Pochází z rodiny tenisového trenéra Igora Bacsinszkyho a zubařky Suzanne Bacsinszké. Její otec pochází ze Sedmihradska
v Rumunsku a matka pochází z Maďarska. Má jednoho bratra Daniela (učitel hudby) a dvě sestry Sophii (hudebnice, studentka) a Melindu (matka dvou dívek). K tenisu ji přivedla matka ve 3 letech. Mluví francouzsky, maďarsky, anglicky, německy a italsky.

## Profesionální kariéra

### 2014
Sezónu zahájila na turnaji ITF v Andrézieux-Bouthéonou, kde bez ztráty setu triumfovala a získala devátý titul v kariéře. Ve finále čtyřhry s Barroisovou neuspěly. Následně pomáhala Švýcarsku ve Fed Cupu o postup do baráže ve Francii. Nastoupila do třetí dvouhry proti francouzské jedničce Alizé Cornetové, které podlehla 2–6, 6–7. Za nerozhodnutého stavu 2–2 nastoupila spolu s Belindou Bencicovou do čtyřhry, ovšem prohrály proti páru Cornetová a Mladenovicová 5–7, 4–6. Po reprezentační akci odjela na turnaj do Tallinnu, kde opět nenašla přemožitelku, když ve finále porazila i domácí Anett Kontaveitovou 6–3, 6–3.

### 2015: Průlomová sezóna – členka první světové desítky

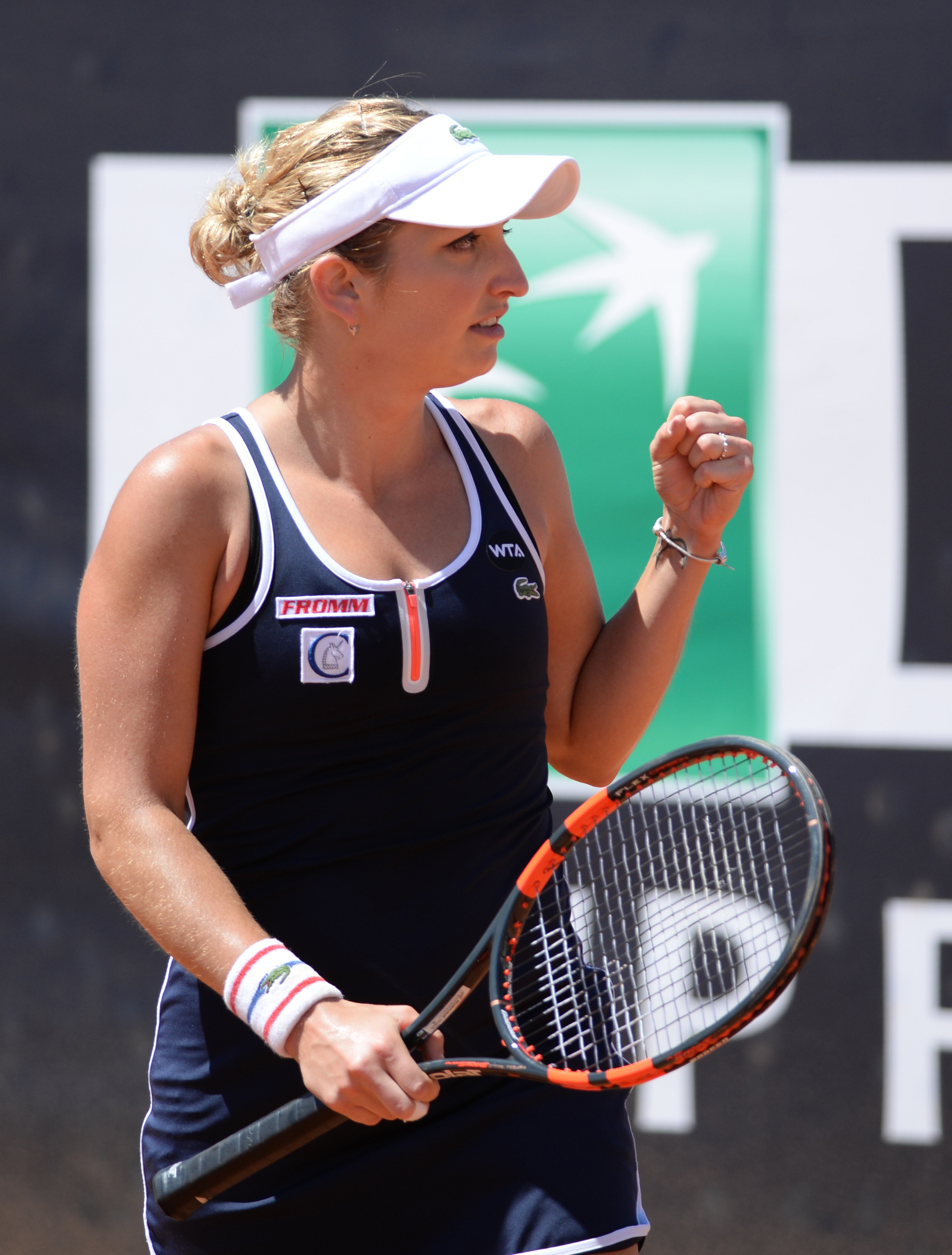
Na French Open postoupila poprvé do osmifinále grandslamu a vypadla až v semifinále se Serenou Williamsovou

Průlomovou sezónu zahájila čínským Shenzhen Open. V semifinále vyřadila světovou čtyřku Petru Kvitovou, aby ve svém prvním finále po pěti letech podlehla třetí hráčce žebříčku Simoně Halepové poměrem 2–6 a 2–6. Na grandslamovém Australian Open dosáhla třetí kolo. Dvojici titulů si připsala v mexické části okruhu, když v obou finále navazujících Abierto Mexicano Telcel a Monterrey Open zdolala Francouzku Caroline Garciaovou. Bodový zisk ji poprvé v kariéře posunul do elitní třicítky žebříčku WTA. V dobré formě pokračovala na americkém Indian Wells Masters, kde na cestě do čtvrtfinále přehrála osmou ženu klasifikace Jekatěrinu Makarovovou. V něm však nenašla recept na světovou jedničku Serenu Williamsovou, která ukončila její nejdelší šňůru patnácti vítězných zápasů v dosavadní profesionální dráze.
Antukové French Open znamenalo premiérový postup dále než do třetího kola grandslamu. Na turnaji podruhé v roce porazila Kvitovou a poprvé si zahrála semifinále majoru. V něm narazila na favorizovanou pozdější vítězku Serenu Williamsovou. Poté, co Švýcarka získala úvodní set prolomila Američance podání i ve druhé sadě a ujala se v něm vedení 3–2 na gamy. Následoval však velký obrat, když si Williamsová připsala všech deset zbývajících her zápasu. Během utkání měla světová jednička malátný projev a pomaleji se pohybovala, což bylo podle vlastních slov tenistky způsobeno chřipkou. Po vyřazení ve čtvrtfinále Wimbledonu vystoupala na kariérní maximum, když figurovala na 13. příčce.
Americká US Open Series však znamenala pokles formy. Na všech turnajích vypadla již v úvodním kole, včetně zářijového US Open, kde byla nad její síly Češka Barbora Strýcová. Po sérii vyřazení na pěti turnajích, zavítala na pekingský China Open. Na její raketě postupně zůstaly Italka Camila Giorgiová, kolumbijská kvalifikantka Mariana Duqueová Mariñová, sedmá nasazená Španělka Carla Suárezová Navarrová, Italka Sara Erraniová a v semifinále srbská turnajová pětka Ana Ivanovićová. Debutové finále v kategorii Premier prohrála se španělskou světovou pětkou Garbiñe Muguruzaovou ve dvou setech. Bodový zisk však znamenal, že se stala čtvrtou Švýcarkou v historii, která se (12. října 2015) posunula do elitní světové desítky žebříčku WTA, a to na 10. příčku.

### 2017 - zranění
Na jaře si během zápasu poranila kvadricepsy. Později vynechala US Open kvůli zranění pravého zápěstí a následně v říjnu se podrobila chirurgickému zákroku, čímž skončila sezónu předčasně a propadla se v žebříčku do čtvrté stovky.

## Finálové účasti na turnajích WTA Tour
| Legenda                               |
| ------------------------------------- |
| D – dvouhra; Č – čtyřhra              |
| Grand Slam (0)                        |
| Olympijské stříbro (1 Č)              |
| Turnaj mistryň (0)                    |
| Premier Mandatory & Premier 5 (0–1 D) |
| Premier (1–0 Č)                       |
| International (4–2 D; 4–4 Č)          |

### Dvouhra: 7 (4–3)
| Stav       | Č. | Datum             | Turnaj                 | Povrch    | Soupeřka ve finále  | Výsledek      |
| ---------- | -- | ----------------- | ---------------------- | --------- | ------------------- | ------------- |
| Vítězka    | 1. | 25. října 2009    | Lucemburk, Lucembursko | tvrdý (h) | Sabine Lisická      | 6–2, 7–5      |
| Finalistka | 1. | 25. července 2010 | Bad Gastein, Rakousko  | antuka    | Julia Görgesová     | 1–6, 4–6      |
| Finalistka | 2. | 10. ledna 2015    | Šen-čen, Čína          | tvrdý     | Simona Halepová     | 2–6, 2–6      |
| Vítězka    | 2. | 28. února 2015    | Acapulco, Mexiko       | tvrdý     | Caroline Garciaová  | 6–3, 6–0      |
| Vítězka    | 3. | 9. března 2015    | Monterrey, Mexiko      | tvrdý     | Caroline Garciaová  | 4–6, 6–2, 6–4 |
| Finalistka | 3. | 11. října 2015    | Peking, Čína           | tvrdý     | Garbiñe Muguruzaová | 5–7, 4–6      |
| Vítězka    | 4. | 30. dubna 2016    | Marrákéš, Maroko       | antuka    | Marina Erakovicová  | 6–2, 6–1      |

### Čtyřhra: 10 (5–5)
| Stav       | Č. | Datum             | Turnaj                         | Povrch    | Spoluhráčka         | Soupeřky ve finále                          | Výsledek            |
| ---------- | -- | ----------------- | ------------------------------ | --------- | ------------------- | ------------------------------------------- | ------------------- |
| Finalistka | 1. | 17. dubna 2010    | Barcelona, Španělsko           | antuka    | Tathiana Garbinová  | Sara Erraniová Roberta Vinciová             | 1–6, 6–3, [2–10]    |
| Vítězka    | 1. | 11. července 2010 | Budapešť, Maďarsko             | antuka    | Tathiana Garbinová  | Sorana Cîrsteaová A. Medinaová Garriguesová | 6–3, 6–3            |
| Vítězka    | 2. | 18. července 2010 | Praha, Česko                   | antuka    | Tathiana Garbinová  | Monica Niculescuová Ágnes Szávayová         | 7–5, 7–6(7–4)       |
| Finalistka | 2. | 25. července 2010 | Bad Gastein, Rakousko          | antuka    | Tathiana Garbinová  | Lucie Hradecká A. Medinaová Garriguesová    | 7–6(2), 1–6, [5–10] |
| Vítězka    | 3. | 24. října 2010    | Lucemburk, Lucembursko         | tvrdý (h) | Tathiana Garbinová  | Iveta Benešová B. Záhlavová-Strýcová        | 6–4, 6–4            |
| Vítězka    | 4. | 19. října 2014    | Lucemburk, Lucembursko (2)     | tvrdý (h) | Kristina Barroisová | Lucie Hradecká Barbora Krejčíková           | 3–6, 6–4, [10–4]    |
| Finalistka | 4. | 13. srpna 2016    | Rio de Janeiro – LOH, Brazílie | tvrdý     | Martina Hingisová   | Jekatěrina Makarovová Jelena Vesninová      | 4–6, 4–6            |
| Finalistka | 4. | 16. dubna 2017    | Biel/Bienne, Švýcarsko         | tvrdý (h) | Martina Hingisová   | Monica Niculescuová Sie Šu-wej              | 7–5, 3–6, [7–10]    |
| Vítězka    | 5. | 4. února 2018     | Petrohrad, Rusko               | tvrdý (h) | Věra Zvonarevová    | Alla Kudrjavcevová Katarina Srebotniková    | 2–6, 6–1, [10–3]    |
| Finalistka | 5. | 22. července 2018 | Gstaad, Švýcarsko              | antuka    | Lara Arruabarrenová | Alexa Guarachiová Desirae Krawczyková       | 6–4, 4–6, [6-10]    |

## Finále série WTA 125
| Legenda                  |
| ------------------------ |
| D – dvouhra; Č – čtyřhra |
| WTA 125 (1–1 Č)          |

### Čtyřhra: 2 (1–1)
| Stav       | č. | datum         | turnaj           | povrch    | spoluhráčka      | soupeřky ve finále                          | výsledek              |
| ---------- | -- | ------------- | ---------------- | --------- | ---------------- | ------------------------------------------- | --------------------- |
| Finalistka | 1. | listopad 2018 | Limoges, Francie | tvrdý (h) | Věra Zvonarevová | Veronika Kuděrmetovová Galina Voskobojevová | 5–7, 4–6              |
| Vítězka    | 1. | červen 2019   | Bol, Chorvatsko  | antuka    | Mandy Minellaová | Cornelia Listerová Renata Voráčová          | 0–6, 7–6(7–3), [10–4] |

## Finálové účasti na okruhu ITF
| Dotace turnajů okruhu ITF | Dotace turnajů okruhu ITF |
| ------------------------- | ------------------------- |
| 100 000 $ tournaments     | 80 000 $ tournaments      |
| 75 000 $ tournaments      | 60 000 $ tournaments      |
| 50 000 $ tournaments      | 25 000 $ tournaments      |
| 15 000 $ tournaments      | 10 000 $ tournaments      |

### Dvouhra: 20 (13–7)
| Stav       | Č.  | Datum              | Turnaj                         | Povrch    | Soupeřka ve finále            | Výsledek         |
| ---------- | --- | ------------------ | ------------------------------ | --------- | ----------------------------- | ---------------- |
| Vítězka    | 1.  | 9. srpna 2003      | Wrexham, Spojené království    | hala      | Karen Patersonová             | 6–0, 6–3         |
| Vítězka    | 2.  | 10. dubna 2004     | Dinan, Francie                 | antuka    | Cipora Obzilerová             | 6–2, 6–1         |
| Vítězka    | 3.  | 14. srpna 2004     | Martina Franca, Itálie         | antuka    | Bahia Mouhtassineová          | 6–4, 6–4         |
| Finalistka | 1.  | 17. dubna 2005     | Biarritz, Francie              | antuka    | Martina Müllerová             | 6–4, 6–7(2), 2–6 |
| Vítězka    | 4.  | 9. dubna 2006      | Dinan, Francie                 | antuka    | Jaroslava Švedovová           | 4–6, 7–5, 6–2    |
| Vítězka    | 5.  | 20. května 2006    | Saint-Gaudens, Francie         | antuka    | Ivana Abramovićová            | 7–5, 6–4         |
| Vítězka    | 6.  | 29. dubna 2007     | Cagnes-Sur-Mer, Francie        | antuka    | Tatjana Mariová               | 6–1, 6–4         |
| Vítězka    | 7.  | 16. září 2012      | Mont-De-Marsan, Francie        | antuka    | Teliana Pereirová             | 6–2, 3–6, 6–2    |
| Vítězka    | 8.  | 28. října 2012     | Brasília, Brazílie             | antuka    | Ioana Raluca Olaruová         | 7–5, 6–2         |
| Finalistka | 2.  | 23. února 2013     | Kreuzlingen, Švýcarsko         | tvrdý (h) | Jekatěrina Alexandrovová      | 3–6, 4–6         |
| Vítězka    | 9.  | 21. července 2013  | Contrexeville, Francie         | antuka    | Beatriz Garcíaová Vidaganyová | 6–1, 6–1         |
| Finalistka | 3.  | 10. listopadu 2013 | Equeurdreville, Francie        | tvrdý (h) | Amandine Hesseová             | 6–7(5), 6–3, 4–6 |
| Vítězka    | 10. | 26. ledna 2014     | Andrezieux-Boutheon, Francie   | tvrdý (h) | Ysaline Bonaventureová        | 6–1, 6–1         |
| Vítězka    | 11. | 15. února 2014     | Tallinn, Estonsko              | tvrdý (h) | Anett Kontaveitová            | 6–3, 6–3         |
| Finalistka | 4.  | 22. února 2014     | Kreuzlingen, Švýcarsko         | tvrdý (h) | Michaëlla Krajiceková         | 4–6, 6–7(5)      |
| Finalistka | 5.  | 11. května 2014    | Cagnes-sur-Mer, Francie        | antuka    | Sharon Fichmanová             | 2–6, 2–6         |
| Finalistka | 6.  | 15. června 2014    | Nottingham, Spojené království | tráva     | Jarmila Gajdošová             | 2–6, 2–6         |
| Finalistka | 7.  | září 2018          | Biarritz, Francie              | antuka    | Tamara Korpatschová           | 2–6, 5–7         |
| Vítězka    | 13. | listopad 2018      | Nante, Francie                 | tvrdý (h) | Amandine Hesseová             | 6–4, 3–6, 6–1    |

## Postavení na žebříčku WTA na konci sezóny

### Dvouhra
| Rok    | 2003 | 2004   | 2005   | 2006   | 2007   | 2008  | 2009  | 2010  | 2011   | 2012   | 2013   | 2014  | 2015  | 2016  |
| Pořadí | 455. | ▲ 247. | ▼ 392. | ▲ 121. | ▼ 123. | ▲ 53. | ▼ 54. | ▲ 51. | ▼ 242. | ▲ 185. | ▼ 285. | ▲ 48. | ▲ 12. | ▼ 15. |

### Čtyřhra
| Rok    | 2003 | 2004 | 2005   | 2006   | 2007   | 2008   | 2009   | 2010  | 2011   | 2012   | 2013   | 2014   | 2015   | 2016   |
| Pořadí | –    | 584. | ▲ 393. | ▲ 241. | ▲ 171. | ▼ 180. | ▲ 107. | ▲ 37. | ▼ 347. | ▲ 125. | ▼ 531. | ▲ 138. | ▼ 143. | ▼ 208. |